# Korytowo (jezioro)
Korytowo (niem. Klein Stavenitz See) – jezioro rynnowe w Polsce, położone w województwie zachodniopomorskim, w powiecie choszczeńskim, w gminie Choszczno.
Akwen leży na Pojezierzu Choszczeńskim, około 1,3 km na wschód od miejscowości Korytowo.